# Брюкселски метрополитен
Брюкселският метрополитен е името на метросистемата в град Брюксел, столицата на Белгия.
Брюкселското метро е с дължина от 40,50 км, има 8 линии и 68 метростанции. Първата линия на метрото е изградена между 1965 и 1969 г. Пътниците имат възможност да закупят интегрална обща карта, която да ползват на метрото, автобуси и трамваи, както и месечни и годишни карти и талони от 1 – 10 билета.

## Престъпност
На 31 декември 2009 г. срещу 1 януари 2010 г. българският студент Любен Тюлеков е нападнат и хвърлен върху релсите на метрото от 6 метра.

При друг случай на 7 ноември 2011 г. двама служители на метрополитена са били нападнати и пребити от група от 20 – 30 младежи.